# Konstantin Hrabar
Konstantin Hrabar (ur. 1877, zm. 1938) – rusiński działacz polityczny, ksiądz greckokatolicki, gubernator Rusi Podkarpackiej.
Ukończył seminarium duchowne w Ostrzyhomiu. Po przejęciu władzy na Węgrzech przez komunistów opowiedział się za przynależnością Rusi Podkarpackiej do Czechosłowacji. W okresie międzywojennym prowadził ożywioną działalność społeczną. Był burmistrzem Użhorodu i dyrektorem Banku Podkarpackiego, a w latach 1935–1938 ostatnim gubernatorem Rusi podkarpackiej. Prowadził politykę równoważenia wpływów ukraińskich i rusofilskich.